# Saison 2013-2014 des Pelicans de La Nouvelle-Orléans
La saison 2013-2014 des Pelicans de La Nouvelle-Orléans est la 12e saison de la franchise au sein de la National Basketball Association (NBA) et la première saison sous le nom de "Pelicans".

## Draft
| Tour | Choix | Joueur       | Poste | Nationalité | Provenance |
| ---- | ----- | ------------ | ----- | ----------- | ---------- |
| 1    | 6     | Nerlens Noel | C     | États-Unis  | Kentucky   |

## Classements de la saison régulière
| Conférence Ouest | Conférence Ouest                | Conférence Ouest | Conférence Ouest | Conférence Ouest | Conférence Ouest | Conférence Ouest | Conférence Ouest |
| No               | Franchise                       | Vic.             | Def.             | MJ               | % V/D            | RV               |                  |
| ---------------- | ------------------------------- | ---------------- | ---------------- | ---------------- | ---------------- | ---------------- | ---------------- |
| 1                | Spurs de San Antonio            | 62               | 20               | 82               | 75,60 %          | -                |                  |
| 2                | Thunder d'Oklahoma City         | 59               | 23               | 82               | 72,00 %          | 3,0              |                  |
| 3                | Clippers de Los Angeles         | 57               | 25               | 82               | 69,50 %          | 5,0              |                  |
| 4                | Rockets de Houston              | 54               | 28               | 82               | 65,90 %          | 8,0              |                  |
| 5                | Trail Blazers de Portland       | 54               | 28               | 82               | 65,90 %          | 8,0              |                  |
| 6                | Warriors de Golden State        | 51               | 31               | 82               | 62,20 %          | 11,0             |                  |
| 7                | Grizzlies de Memphis            | 50               | 32               | 82               | 61,00 %          | 12,0             |                  |
| 8                | Mavericks de Dallas             | 49               | 33               | 82               | 59,80 %          | 13,0             |                  |
|                  |                                 |                  |                  |                  |                  |                  |                  |
| 9                | Suns de Phoenix                 | 48               | 34               | 82               | 58,50 %          | 14,0             |                  |
| 10               | Timberwolves du Minnesota       | 40               | 42               | 82               | 48,80 %          | 22,0             |                  |
| 11               | Nuggets de Denver               | 36               | 46               | 82               | 43,90 %          | 26,0             |                  |
| 12               | Pelicans de La Nouvelle-Orléans | 34               | 48               | 82               | 41,50 %          | 28,0             |                  |
| 13               | Kings de Sacramento             | 28               | 54               | 82               | 34,10 %          | 34,0             |                  |
| 14               | Lakers de Los Angeles           | 27               | 55               | 82               | 32,90 %          | 35,0             |                  |
| 15               | Jazz de l'Utah                  | 25               | 57               | 82               | 30,50 %          | 37,0             |                  |

| Division Sud-Ouest    | V  | D  | MJ | % V/D   | GB   | Dom   | Ext   | Div  | Conf  |
| --------------------- | -- | -- | -- | ------- | ---- | ----- | ----- | ---- | ----- |
| Spurs de San Antonio  | 62 | 20 | 82 | 75,60 % | -    | 32-9  | 30-11 | 12-4 | 38-14 |
| Rockets de Houston    | 54 | 28 | 82 | 65,90 % | 8,0  | 33-8  | 21-20 | 11-5 | 31-21 |
| Grizzlies de Memphis  | 50 | 32 | 82 | 61,00 % | 12,0 | 27-14 | 23-18 | 4-12 | 29-23 |
| Mavericks de Dallas   | 49 | 33 | 82 | 59,80 % | 13,0 | 26-15 | 23-18 | 9-7  | 29-23 |
| Pelicans Nlle-Orléans | 34 | 48 | 82 | 41,50 % | 28,0 | 22-19 | 12-29 | 4-12 | 15-37 |

## Effectif
| Effectif des Pelicans de La Nouvelle-Orléans 2013-2014 |
| --- |
| 0 Al-Farouq Aminu • 1 Tyreke Evans • 2 Darius Miller • 3 Anthony Morrow • 4 Melvin Ely • 5 Jeff Withey • 8 Luke Babbitt • 10 Eric Gordon • 11 Jrue Holiday • 14 Jason Smith • 22 Brian Roberts • 23 Anthony Davis • 25 Austin Rivers • 31 James Southerland • 33 Ryan Anderson • 42 Alexis Ajinça Entraîneur : Monty Williams |